# 粗糙黄堇
粗糙黄堇（学名：Corydalis scaberula）为罂粟科紫堇属下的一个种。

## 扩展阅读
- 維基物種上的相關：粗糙黄堇